# Житні Гори (зупинний пункт)
Житні Гори — пасажирський зупинний пункт Козятинської дирекції Південно-Західної залізниці (Україна), розташований на дільниці Фастів I — Миронівка між станціями Сухоліси (відстань — 6 км) і Рокитне (5 км). Відстань до ст. Фастів I — 62 км, до ст. Миронівка — 41 км.
Зупинний пункт розташований на південній околиці однойменного села, неподалік від північної околиці Рокитного. Має дві платформи берегового типу.
Відкритий в 1958 році.